# Coppa del Mondo di bob
La Coppa del mondo di bob è una competizione sportiva internazionale organizzata dalla Federazione Internazionale di Bob e Skeleton (IBSF) e rappresenta il circuito annuale di più alto livello nello sport del bob. Inizialmente riservata ai soli atleti maschili, la prima edizione risale alla stagione 1983-84 e nel 1994-95 fu estesa anche alle donne.
Le discipline in cui si gareggia sono:
- bob a due maschile (dal 1983-84);
- bob a quattro maschile (dal 1983-84);
- bob a due femminile (dal 1994-95).

## Storia
Nel novembre 1981, la Federazione internazionale di bob annunciò l'organizzazione di una Coppa del Mondo tra il 7 e il 15 gennaio 1982 sulla pista di ghiaccio naturale di Cervinia, in Valle d'Aosta, con due gare ciascuna nelle specialità a due e a quattro, con l'emittente americana NBC come sponsor;  l'evento dovette però essere annullato a causa delle persistenti e abbondanti nevicate.
La prima Coppa del Mondo di bob si svolse poi sulla pista di Cervinia tra l'8 e il 17 gennaio 1983: entrambe le gare, disputate senza la partecipazione delle nazioni più forti (tra cui Svizzera e DDR), furono vinte dal pilota italiano Ermenegildo "Gildo" Sartore, in coppia con Pasquale Gesuito.
Nel gennaio 1984, i tedeschi orientali pilotati da Detlef Richter di Oberhof centrarono un doppio successo nel bob a due e a quattro nella seconda "pseudo" Coppa del Mondo di Cervinia, dopo che gli atleti della Nazionale di bob dell'Unione Sovietica avevano ritirato la loro partecipazione prima delle gare a causa di un grave incidente di allenamento.
Nel maggio 1984 fu presentato alla Federazione il progetto di una Coppa del Mondo come competizione stagionale con quattro gare ciascuna nella specialità a due e a quattro. Sei mesi dopo fu finalizzata l'introduzione di una Coppa del Mondo con gare a Winterberg (RFT), Sarajevo (Jugoslavia), Königssee (RFT), Igls (Austria) e St. Moritz (Svizzera). La prima gara ufficiale di Coppa del Mondo della stagione 1984-85 si tenne infine sulla pista di bob di Winterberg il 20 novembre 1984.

## Albo d'oro

### Combinata maschile
Debutto:1985
| Stagione | Vincitore                      | Secondo                       | Terzo                                                           |
| -------- | ------------------------------ | ----------------------------- | --------------------------------------------------------------- |
| 1984-85  | Anton Fischer Germania Ovest   | -                             | -                                                               |
| 1985-86  | Ekkehard Fasser Svizzera       | Matt Roy Stati Uniti          | Nick Phipps Gran Bretagna                                       |
| 1986-87  | Matt Roy Stati Uniti           | Wolfgang Hoppe Germania Est   | Anton Fischer Germania Ovest                                    |
| 1987-88  | Ingo Appelt Austria            | Jānis Ķipurs Unione Sovietica | Volker Dietrich Germania Est                                    |
| 1988-89  | Gustav Weder Svizzera          | Detlef Richter Germania Est   | Nico Baracchi Svizzera                                          |
| 1989-90  | Maris Poikans Unione Sovietica | Chris Lori Canada             | Wolfgang Hoppe Germania Est e Christian Schebitz Germania Ovest |
| 1990-91  | Gustav Weder Svizzera          | Ingo Appelt Austria           | Chris Lori Canada e Wolfgang Hoppe Germania                     |
| 1991-92  | Wolfgang Hoppe Germania        | Gustav Weder Svizzera         | Chris Lori Canada                                               |
| 1992-93  | Brian Shimer Stati Uniti       | Gustav Weder Svizzera         | Günther Huber Italia                                            |
| 1993-94  | Pierre Lueders Canada          | Hubert Schösser Austria       | Mark Tout Gran Bretagna                                         |
| 1994-95  | Pierre Lueders Canada          | Reto Götschi Svizzera         | Günther Huber Italia                                            |
| 1995-96  | Christoph Langen Germania      | Pierre Lueders Canada         | Chris Lori Canada                                               |
| 1996-97  | Günther Huber Italia           | Brian Shimer Stati Uniti      | Pierre Lueders Canada                                           |
| 1997-98  | Pierre Lueders Canada          | Günther Huber Italia          | Sandis Prūsis Lettonia                                          |
| 1998-99  | Christoph Langen Germania      | Reto Götschi Svizzera         | Pierre Lueders Canada                                           |
| 1999-00  | Marcel Rohner Svizzera         | Christian Reich Svizzera      | Pierre Lueders Canada                                           |
| 2000-01  | André Lange Germania           | Martin Annen Svizzera         | Sandis Prūsis Lettonia                                          |
| 2001-02  | Martin Annen Svizzera          | Christian Reich Svizzera      | André Lange Germania                                            |
| 2002-03  | André Lange Germania           | René Spies Germania           | Martin Annen Svizzera                                           |
| 2003-04  | André Lange Germania           | Pierre Lueders Canada         | Todd Hays Stati Uniti                                           |
| 2004-05  | Martin Annen Svizzera          | Aleksandr Zubkov Russia       | Pierre Lueders Canada                                           |
| 2005-06  | Pierre Lueders Canada          | Aleksandr Zubkov Russia       | Todd Hays Stati Uniti                                           |
| 2006-07  | Steven Holcomb Stati Uniti     | Pierre Lueders Canada         | André Lange Germania                                            |
| 2007-08  | André Lange Germania           | Aleksandr Zubkov Russia       | Steven Holcomb Stati Uniti                                      |
| 2008-09  | Aleksandr Zubkov Russia        | Beat Hefti Svizzera           | André Lange Germania                                            |
| 2009-10  | Steven Holcomb Stati Uniti     | Ivo Rüegg Svizzera            | Thomas Florschütz Germania                                      |
| 2010-11  | Manuel Machata Germania        | Aleksandr Zubkov Russia       | Steven Holcomb Stati Uniti                                      |
| 2011-12  | Maximilian Arndt Germania      | Aleksandr Zubkov Russia       | Manuel Machata Germania                                         |
| 2012-13  | Oskars Melbārdis Lettonia      | Aleksandr Zubkov Russia       | Manuel Machata Germania                                         |
| 2013-14  | Steven Holcomb Stati Uniti     | Beat Hefti Svizzera           | Thomas Florschütz Germania                                      |
| 2014-15  | Oskars Melbārdis Lettonia      | Nico Walther Germania         | Aleksandr Kas'janov Russia                                      |
| 2015-16  | Nico Walther Germania          | Maximilian Arndt Germania     | Rico Peter Svizzera                                             |
| 2016-17  | Francesco Friedrich Germania   | Aleksandr Kas'janov Russia    | Steven Holcomb Stati Uniti                                      |
| 2017-18  | Justin Kripps Canada           | Francesco Friedrich Germania  | Johannes Lochner Germania                                       |
| 2018-19  | Francesco Friedrich Germania   | Oskars Ķibermanis Lettonia    | Nico Walther Germania                                           |
| 2019-20  | Francesco Friedrich Germania   | Justin Kripps Canada          | Oskars Ķibermanis Lettonia                                      |
| 2020-21  | Francesco Friedrich Germania   | Johannes Lochner Germania     | Dominik Dvořák Rep. Ceca                                        |
| 2021-22  | Francesco Friedrich Germania   | Justin Kripps Canada          | Rostislav Gajtjukevič Russia                                    |
| 2022-23  | Francesco Friedrich Germania   | Johannes Lochner Germania     | Brad Hall Gran Bretagna                                         |
| 2023-24  | Francesco Friedrich Germania   | Johannes Lochner Germania     | Emīls Cipulis Lettonia                                          |
| 2024-25  | Francesco Friedrich Germania   | Johannes Lochner Germania     | Brad Hall Gran Bretagna                                         |

### Bob a due uomini
Evento non ufficiale: 1985–1990. Debutto: 1991.
| Stagione | Vincitore                         | Secondo                           | Terzo                           |
| -------- | --------------------------------- | --------------------------------- | ------------------------------- |
| 1984-85  | Anton Fischer Germania Ovest      | Nick Phipps Gran Bretagna         | Hans Hiltebrand Svizzera        |
| 1985-86  | Maris Poikans Unione Sovietica    | Vjačeslav Savlev Unione Sovietica | Ekkehard Fasser Svizzera        |
| 1986-87  | Anton Fischer Germania Ovest      | Matt Roy Stati Uniti              | Wolfgang Hoppe Germania Est     |
| 1987-88  | Jānis Ķipurs Unione Sovietica     | Volker Dietrich Germania Est      | Zintis Ėkmanis Unione Sovietica |
| 1988-89  | Gustav Weder Svizzera             | Detlef Richter Germania Est       | Nico Baracchi Svizzera          |
| 1989-90  | Christian Schebitz Germania Ovest | Greg Haydenluck Canada            | Maris Poikans Unione Sovietica  |
| 1990-91  | Wolfgang Hoppe Germania           | Gustav Weder Svizzera             | Chris Lori Canada               |
| 1991-92  | Günther Huber Italia              | Gustav Weder Svizzera             | Rudi Lochner Germania           |
| 1992-93  | Günther Huber Italia              | Gustav Weder Svizzera             | Brian Shimer Stati Uniti        |
| 1993-94  | Pierre Lueders Canada             | Christoph Langen Germania         | Günther Huber Italia            |
| 1994-95  | Pierre Lueders Canada             | Reto Götschi Svizzera             | Günther Huber Italia            |
| 1995-96  | Christoph Langen Germania         | Pierre Lueders Canada             | Sepp Dostthaler Germania        |
| 1996-97  | Pierre Lueders Canada             | Günther Huber Italia              | Brian Shimer Stati Uniti        |
| 1997-98  | Pierre Lueders Canada             | Günther Huber Italia              | Sandis Prūsis Lettonia          |
| 1998-99  | Christoph Langen Germania         | Reto Götschi Svizzera             | Pierre Lueders Canada           |
| 1999-00  | Christian Reich Svizzera          | Reto Götschi Svizzera             | Marcel Rohner Svizzera          |
| 2000-01  | Martin Annen Svizzera             | René Spies Germania               | André Lange Germania            |
| 2001-02  | Martin Annen Svizzera             | Pierre Lueders Canada             | Christian Reich Svizzera        |
| 2002-03  | Pierre Lueders Canada             | René Spies Germania               | André Lange Germania            |
| 2003-04  | Christoph Langen Germania         | Pierre Lueders Canada             | André Lange Germania            |
| 2004-05  | Martin Annen Svizzera             | Pierre Lueders Canada             | Aleksandr Zubkov Russia         |
| 2005-06  | Pierre Lueders Canada             | Aleksandr Zubkov Russia           | Todd Hays Stati Uniti           |
| 2006-07  | Steven Holcomb Stati Uniti        | Pierre Lueders Canada             | André Lange Germania            |
| 2007-08  | André Lange Germania              | Ivo Rüegg Svizzera                | Aleksandr Zubkov Russia         |
| 2008-09  | Beat Hefti Svizzera               | André Lange Germania              | Thomas Florschütz Germania      |
| 2009–10  | Ivo Rüegg Svizzera                | Thomas Florschütz Germania        | Karl Angerer Germania           |
| 2010-11  | Aleksandr Zubkov Russia           | Manuel Machata Germania           | Simone Bertazzo Italia          |
| 2011-12  | Beat Hefti Svizzera               | Maximilian Arndt Germania         | Aleksandr Zubkov Russia         |
| 2012-13  | Lyndon Rush Canada                | Oskars Melbārdis Lettonia         | Manuel Machata Germania         |
| 2013-14  | Steven Holcomb Stati Uniti        | Beat Hefti Svizzera               | Francesco Friedrich Germania    |
| 2014-15  | Oskars Melbārdis Lettonia         | Beat Hefti Svizzera               | Rico Peter Svizzera             |
| 2015-16  | Won Yun-jong Corea del Sud        | Nico Walther Germania             | Uģis Žaļims Lettonia            |
| 2016-17  | Francesco Friedrich Germania      | Steven Holcomb Stati Uniti        | Won Yun-jong Corea del Sud      |
| 2017-18  | Justin Kripps Canada              | Francesco Friedrich Germania      | Chris Spring Canada             |
| 2018-19  | Francesco Friedrich Germania      | Oskars Ķibermanis Lettonia        | Nico Walther Germania           |
| 2019-20  | Francesco Friedrich Germania      | Oskars Ķibermanis Lettonia        | Justin Kripps Canada            |
| 2020-21  | Francesco Friedrich Germania      | Johannes Lochner Germania         | Dominik Dvořák Rep. Ceca        |
| 2021-22  | Francesco Friedrich Germania      | Justin Kripps Canada              | Rostislav Gajtjukevič Russia    |
| 2022-23  | Francesco Friedrich Germania      | Johannes Lochner Germania         | Brad Hall Gran Bretagna         |
| 2023-24  | Francesco Friedrich Germania      | Johannes Lochner Germania         | Emīls Cipulis Lettonia          |
| 2024-25  | Francesco Friedrich Germania      | Johannes Lochner Germania         | Brad Hall Gran Bretagna         |

### Bob a quattro uomini
Evento non ufficiale: 1985–1990. Debutto: 1991.
| Stagione | Vincitore                                   | Secondo                        | Terzo                                                  |
| -------- | ------------------------------------------- | ------------------------------ | ------------------------------------------------------ |
| 1984-85  | Jeffrey Jost Stati Uniti                    | Nick Phipps Gran Bretagna      | Silvio Giobellina Svizzera                             |
| 1985-86  | Ekkehard Fasser Svizzera                    | Walter Delle Karth Austria     | Matt Roy Stati Uniti                                   |
| 1986-87  | Matt Roy Stati Uniti                        | Wolfgang Hoppe Germania Est    | Peter Kienast Austria                                  |
| 1987-88  | Ingo Appelt Austria e Peter Kienast Austria | non assegnato                  | Volker Dietrich Germania Est                           |
| 1988-89  | Ingo Appelt Austria                         | Gustav Weder Svizzera          | Peter Kienast Austria                                  |
| 1989-90  | Chris Lori Canada                           | Maris Poikans Unione Sovietica | Dietmar Falkenberg Germania Est                        |
| 1990-91  | Gustav Weder Svizzera                       | Ingo Appelt Austria            | Chris Lori Canada                                      |
| 1991-92  | Wolfgang Hoppe Germania                     | Gustav Weder Svizzera          | Mark Tout Gran Bretagna                                |
| 1992-93  | Brian Shimer Stati Uniti                    | Chris Lori Canada              | Wolfgang Hoppe Germania                                |
| 1993-94  | Hubert Schösser Austria                     | Dirk Wiese Germania            | Mark Tout Gran Bretagna                                |
| 1994-95  | Pierre Lueders Canada                       | Mark Tout Gran Bretagna        | Dirk Wiese Germania                                    |
| 1995-96  | Wolfgang Hoppe Germania                     | Christoph Langen Germania      | Chris Lori Canada                                      |
| 1996-97  | Marcel Rohner Svizzera                      | Wolfgang Hoppe Germania        | Günther Huber Italia                                   |
| 1997-98  | Harald Czudaj Germania                      | Marcel Rohner Svizzera         | Hubert Schösser Austria                                |
| 1998-99  | Christoph Langen Germania                   | Marcel Rohner Svizzera         | André Lange Germania                                   |
| 1999-00  | Marcel Rohner Svizzera                      | Sandis Prūsis Lettonia         | Pierre Lueders Canada                                  |
| 2000-01  | André Lange Germania                        | Sandis Prūsis Lettonia         | Matthias Benesch Germania                              |
| 2001-02  | Martin Annen Svizzera                       | André Lange Germania           | Christian Reich Svizzera                               |
| 2002-03  | André Lange Germania                        | Sandis Prūsis Lettonia         | Ralph Rüegg Svizzera                                   |
| 2003-04  | André Lange Germania                        | Aleksandr Zubkov Russia        | Todd Hays Stati Uniti                                  |
| 2004-05  | Aleksandr Zubkov Russia                     | Martin Annen Svizzera          | Pierre Lueders Canada                                  |
| 2005-06  | Aleksandr Zubkov Russia                     | Pierre Lueders Canada          | Martin Annen Svizzera                                  |
| 2006-07  | Evgenij Popov Russia                        | Steven Holcomb Stati Uniti     | Martin Annen Svizzera                                  |
| 2007-08  | André Lange Germania                        | Aleksandr Zubkov Russia        | Jānis Miņins Lettonia                                  |
| 2008-09  | Aleksandr Zubkov Russia                     | Jānis Miņins Lettonia          | André Lange Germania                                   |
| 2009-10  | Steven Holcomb Stati Uniti                  | Jānis Miņins Lettonia          | André Lange Germania                                   |
| 2010-11  | Manuel Machata Germania                     | Steven Holcomb Stati Uniti     | Aleksandr Zubkov Russia                                |
| 2011-12  | Aleksandr Zubkov Russia                     | Maximilian Arndt Germania      | Manuel Machata Germania                                |
| 2012-13  | Aleksandr Zubkov Russia                     | Oskars Melbārdis Lettonia      | Manuel Machata Germania                                |
| 2013-14  | Maximilian Arndt Germania                   | Steven Holcomb Stati Uniti     | Christopher Spring Canada e Thomas Florschütz Germania |
| 2014-15  | Oskars Melbārdis Lettonia                   | Aleksandr Kas'janov Russia     | Maximilian Arndt Germania                              |
| 2015-16  | Maximilian Arndt Germania                   | Francesco Friedrich Germania   | Rico Peter Svizzera                                    |
| 2016-17  | Aleksandr Kas'janov Russia                  | Rico Peter Svizzera            | Steven Holcomb Stati Uniti                             |
| 2017-18  | Johannes Lochner Germania                   | Francesco Friedrich Germania   | Nico Walther Germania                                  |
| 2018-19  | Francesco Friedrich Germania                | Oskars Ķibermanis Lettonia     | Johannes Lochner Germania                              |
| 2019-20  | Francesco Friedrich Germania                | Johannes Lochner Germania      | Justin Kripps Canada                                   |
| 2020-21  | Francesco Friedrich Germania                | Benjamin Maier Austria         | Justin Kripps Canada                                   |
| 2021-22  | Francesco Friedrich Germania                | Justin Kripps Canada           | Rostislav Gajtjukevič Russia                           |
| 2022-23  | Francesco Friedrich Germania                | Brad Hall Gran Bretagna        | Johannes Lochner Germania                              |
| 2023-24  | Francesco Friedrich Germania                | Emīls Cipulis Lettonia         | Johannes Lochner Germania                              |
| 2024-25  | Francesco Friedrich Germania                | Johannes Lochner Germania      | Brad Hall Gran Bretagna                                |

## Donne

### Combinata femminile
Bebutto:2022
| Stagione | Vincitrice                      | Seconda                | Terza                     |
| -------- | ------------------------------- | ---------------------- | ------------------------- |
| 2021-22  | Elana Meyers Taylor Stati Uniti | Laura Nolte Germania   | Christine de Bruin Canada |
| 2022-23  | Kaillie Humphries Stati Uniti   | Laura Nolte Germania   | Kim Kalicki Germania      |
| 2023-24  | Laura Nolte Germania            | Lisa Buckwitz Germania | Melanie Hasler Svizzera   |
| 2024-25  | Laura Nolte Germania (2)        | Lisa Buckwitz Germania | Kim Kalicki Germania      |

### Monobob
Debutto:2021
| Stagione | Vincitrice                      | Seconda                       | Terza                      |
| -------- | ------------------------------- | ----------------------------- | -------------------------- |
| 2020-21  | Nicole Vogt Stati Uniti         | Breeana Walker Australia      | Marina Silva Tuono Brasile |
| 2021-22  | Elana Meyers Taylor Stati Uniti | Kaillie Humphries Stati Uniti | Cynthia Appiah Canada      |
| 2022-23  | Kaillie Humphries Stati Uniti   | Laura Nolte Germania          | Cynthia Appiah Canada      |
| 2023-24  | Lisa Buckwitz Germania          | Breeana Walker Australia      | Laura Nolte Germania       |
| 2024-25  | Lisa Buckwitz Germania          | Breeana Walker Australia      | Laura Nolte Germania       |

### Bob a due donne
Debutto:1994
| Stagione | Vincitrice                      | Seconda                         | Terza                                               |
| -------- | ------------------------------- | ------------------------------- | --------------------------------------------------- |
| 1993-94  | Barbara Muriset Svizzera        | –                               | –                                                   |
| 1994-95  | Claudia Bühlmann Svizzera       | –                               | –                                                   |
| 1995-96  | Françoise Burdet Svizzera       | –                               | –                                                   |
| 1996-97  | Françoise Burdet Svizzera       | –                               | –                                                   |
| 1997-98  | Françoise Burdet Svizzera       | –                               | –                                                   |
| 1998-99  | Françoise Burdet Svizzera       | Jean Racine Stati Uniti         | Michelle Coy Gran Bretagna                          |
| 1999-00  | Jean Racine Stati Uniti         | Jill Bakken Stati Uniti         | Françoise Burdet Svizzera                           |
| 2000-01  | Jean Racine Stati Uniti         | Sandra Prokoff Germania         | Bonny Warner Stati Uniti                            |
| 2001-02  | Susi Erdmann Germania           | Sandra Prokoff Germania         | Jean Racine Stati Uniti                             |
| 2002-03  | Sandra Prokoff Germania         | Susi Erdmann Germania           | Gerda Weissensteiner Italia                         |
| 2003-04  | Sandra Prokoff Germania         | Jean Racine Stati Uniti         | Susi Erdmann Germania e Gerda Weissensteiner Italia |
| 2004-05  | Sandra Prokoff Germania         | Cathleen Martini Germania       | Susi Erdmann Germania                               |
| 2005-06  | Sandra Kiriasis Germania        | Helen Upperton Canada           | Shauna Rohbock Stati Uniti                          |
| 2006-07  | Sandra Kiriasis Germania        | Shauna Rohbock Stati Uniti      | Cathleen Martini Germania                           |
| 2007-08  | Sandra Kiriasis Germania        | Cathleen Martini Germania       | Helen Upperton Canada                               |
| 2008-09  | Sandra Kiriasis Germania        | Cathleen Martini Germania       | Nicola Minichiello Gran Bretagna                    |
| 2009-10  | Sandra Kiriasis Germania        | Kaillie Humphries Canada        | Cathleen Martini Germania                           |
| 2010-11  | Sandra Kiriasis Germania        | Cathleen Martini Germania       | Kaillie Humphries Canada                            |
| 2011-12  | Cathleen Martini Germania       | Anja Schneiderheinze Germania   | Sandra Kiriasis Germania                            |
| 2012-13  | Kaillie Humphries Canada        | Sandra Kiriasis Germania        | Cathleen Martini Germania                           |
| 2013-14  | Kaillie Humphries Canada        | Elana Meyers Stati Uniti        | Jamie Greubel Stati Uniti                           |
| 2014-15  | Elana Meyers-Taylor Stati Uniti | Kaillie Humphries Canada        | Jazmine Fenlator Stati Uniti                        |
| 2015-16  | Kaillie Humphries Canada        | Jamie Greubel Poser Stati Uniti | Christina Hengster Austria                          |
| 2016-17  | Jamie Greubel Poser Stati Uniti | Kaillie Humphries Canada        | Elana Meyers-Taylor Stati Uniti                     |
| 2017-18  | Kaillie Humphries Canada        | Elana Meyers-Taylor Stati Uniti | Mariama Jamanka Germania                            |
| 2018-19  | Mariama Jamanka Germania        | Stephanie Schneider Germania    | Elana Meyers-Taylor Stati Uniti                     |
| 2019-20  | Stephanie Schneider Germania    | Mariama Jamanka Germania        | Christine de Bruin Canada                           |
| 2020-21  | Katrin Beierl Germania          | Kim Kalicki Germania            | Mariama Jamanka Germania                            |
| 2021-22  | Elana Meyers-Taylor Stati Uniti | Laura Nolte Germania            | Kim Kalicki Germania                                |
| 2022-23  | Laura Nolte Germania            | Kim Kalicki Germania            | Kaillie Humphries Stati Uniti                       |
| 2023-24  | Laura Nolte Germania            | Kim Kalicki Germania            | Lisa Buckwitz Germania                              |
| 2024-25  | Laura Nolte Germania            | Kim Kalicki Germania            | Lisa Buckwitz Germania                              |

## Statistiche e record
Tutte le graduatorie sono aggiornate al termine della stagione 2022/23. In grassetto le atlete e gli atleti ancora in attività.

### Maggiori vincitori di Coppe del Mondo

#### Bob a due donne
Il record assoluto di Coppe del Mondo nel bob a due femminile appartiene alla tedesca Sandra Kiriasis con nove trionfi, vinti consecutivamente dal 2002/03 al 2010/11. La seguono distaccate di cinque lunghezze la svizzera Françoise Burdet e la canadese Kaillie Humphries a quota quattro trofei.
| Pos. | Pilota              | Nazione     | Totale trofei | Stagioni                                              |
| ---- | ------------------- | ----------- | ------------- | ----------------------------------------------------- |
| 1    | Sandra Kiriasis     | Germania    | 9             | 2003, 2004, 2005, 2006, 2007, 2008, 2009, 2010 e 2011 |
| 2    | Françoise Burdet    | Svizzera    | 4             | 1996, 1997, 1998, 1999                                |
| 2    | Kaillie Humphries   | Canada      | 4             | 2013, 2014, 2016, 2018                                |
| 4    | Jean Racine         | Stati Uniti | 2             | 2000, 2001                                            |
| 4    | Elana Meyers-Taylor | Stati Uniti | 2             | 2015, 2022                                            |
| 6    | Katrin Beierl       | Austria     | 1             | 2021                                                  |
| 6    | Claudia Bühlmann    | Svizzera    | 1             | 1995                                                  |
| 6    | Susi Erdmann        | Germania    | 1             | 2002                                                  |
| 6    | Jamie Greubel-Poser | Stati Uniti | 1             | 2017                                                  |
| 6    | Mariama Jamanka     | Germania    | 1             | 2019                                                  |
| 6    | Cathleen Martini    | Germania    | 1             | 2012                                                  |
| 6    | Laura Nolte         | Germania    | 1             | 2023                                                  |
| 6    | Stephanie Schneider | Germania    | 1             | 2020                                                  |

#### Bob a due uomini
Nel bob a due maschile il record di trionfi appartiene al canadese Pierre Lueders con sei successi, di cui il primo conquistato nel 1993/94 e l'ultimo nel 2005/06. Lo segue distaccato di una lunghezza il tedesco Francesco Friedrich con cinque, mentre lo svizzero Martin Annen e il tedesco Christoph Langen sono terzi a quota tre trofei. Nella seguente classifica sono indicati tutti gli atleti vincitori di almeno due Coppe del Mondo, ordinati per numero di vittorie.
| Pos. | Pilota              | Nazione                | Totale trofei | Stagioni                           |
| ---- | ------------------- | ---------------------- | ------------- | ---------------------------------- |
| 1    | Pierre Lueders      | Canada                 | 6             | 1994, 1995, 1997, 1998, 2003, 2006 |
| 2    | Francesco Friedrich | Germania               | 5             | 2017, 2019, 2020, 2021, 2022       |
| 3    | Martin Annen        | Svizzera               | 3             | 2001, 2002, 2005                   |
| 3    | Christoph Langen    | Germania               | 3             | 1996, 1999, 2004                   |
| 5    | Anton Fischer       | Germania Ovest         | 2             | 1985, 1987                         |
| 5    | Beat Hefti          | Svizzera               | 2             | 2009, 2012                         |
| 5    | Steven Holcomb      | Stati Uniti            | 2             | 2007, 2014                         |
| 5    | Wolfgang Hoppe      | Germania Est/ Germania | 2             | 1984, 1992                         |
| 5    | Günther Huber       | Italia                 | 2             | 1992, 1993                         |

#### Bob a quattro uomini
Nel bob a quattro maschile il record di trionfi appartiene, con cinque successi, al tedesco Francesco Friedrich, tutti consecutivi dal 2018/19 al 2022/23, e al russo Aleksandr Zubkov con cinque successi, di cui il primo conquistato nel 2004/05 e l'ultimo nel 2012/13. Li segue distaccato di una lunghezza il tedesco André Lange, a quota quattro. Nella seguente classifica sono indicati tutti gli atleti vincitori di almeno due Coppe del Mondo, ordinati per numero di vittorie.
| Pos. | Pilota              | Nazione                | Totale trofei | Stagioni                     |
| ---- | ------------------- | ---------------------- | ------------- | ---------------------------- |
| 1    | Francesco Friedrich | Germania               | 5             | 2019, 2020, 2021, 2022, 2023 |
| 1    | Aleksandr Zubkov    | Russia                 | 5             | 2005, 2006, 2009, 2012, 2013 |
| 3    | André Lange         | Germania               | 4             | 2001, 2002, 2004, 2008       |
| 4    | Wolfgang Hoppe      | Germania Est/ Germania | 3             | 1984, 1992, 1996             |
| 5    | Ingo Appelt         | Austria                | 2             | 1988, 1989                   |
| 5    | Maximilian Arndt    | Germania               | 2             | 2014, 2016                   |
| 5    | Marcel Rohner       | Svizzera               | 2             | 1997, 2000                   |

#### Combinata uomini
Nella combinata maschile, ovvero la somma dei punti ottenuti in una stagione nelle classifiche delle specialità a due e a quattro, il record di trionfi appartiene al tedesco Francesco Friedrich, vincitore di sei trofei, mentre il connazionale André Lange e il canadese Pierre Lueders lo seguono a quota quattro successi. Nella seguente classifica sono indicati tutti gli atleti vincitori di almeno due Coppe del Mondo, ordinati per numero di vittorie.
| Pos. | Pilota              | Nazione     | Totale trofei | Stagioni                           |
| ---- | ------------------- | ----------- | ------------- | ---------------------------------- |
| 1    | Francesco Friedrich | Germania    | 6             | 2017, 2019, 2020, 2021, 2022, 2023 |
| 2    | André Lange         | Germania    | 4             | 2001, 2003, 2004, 2008             |
| 2    | Pierre Lueders      | Canada      | 4             | 1994, 1995, 1998, 2006             |
| 4    | Steven Holcomb      | Stati Uniti | 3             | 2007, 2010, 2014                   |
| 5    | Martin Annen        | Svizzera    | 2             | 2002, 2005                         |
| 5    | Christoph Langen    | Germania    | 2             | 1996, 1999                         |
| 5    | Oskars Melbārdis    | Lettonia    | 2             | 2013, 2015                         |
| 5    | Gustav Weder        | Svizzera    | 2             | 1989, 1991                         |

#### Totale donne
Sommando i trionfi ottenuti in tutte e tre le graduatorie maschili (monobob, bob a due e combinata), il record assoluto appartiene alla tedesca Sandra Kiriasis, vincitrice di nove trofei, seguita dalla canadese naturalizzata statunitense Kaillie Humphries con sei. Nella seguente classifica sono indicati tutte le atlete vincitrici di almeno due Coppe del Mondo, ordinate per numero di vittorie.
| Pos. | Pilota              | Nazione                                | Totale trofei | Monobob | Bob a due | Combinata |
| ---- | ------------------- | -------------------------------------- | ------------- | ------- | --------- | --------- |
| 1    | Sandra Kiriasis     | Germania                               | 9             | -       | 9         | -         |
| 2    | Kaillie Humphries   | Canada (2007-2019) Stati Uniti (2019-) | 6             | 1       | 4         | 1         |
| 3    | Françoise Burdet    | Svizzera                               | 4             | -       | 4         | -         |
| 4    | Jean Racine         | Stati Uniti                            | 2             | -       | 2         | -         |
| 4    | Elana Meyers-Taylor | Stati Uniti                            | 2             | -       | 2         | -         |

#### Totale uomini
Sommando i trionfi ottenuti in tutte e tre le graduatorie maschili (bob a due, bob a quattro e combinata), il record assoluto appartiene al tedesco Francesco Friedrich, detentori di quattordici trofei, seguito sal canadese Pierre Lueders con undici; segue distaccato di due lunghezze l'altro tedesco André Lange con nove successi. Nella seguente classifica sono indicati tutti gli atleti vincitori di almeno tre Coppe del Mondo, ordinati per numero di vittorie.
| Pos. | Pilota              | Nazione                | Totale trofei | Bob a due | Bob a quattro | Combinata |
| ---- | ------------------- | ---------------------- | ------------- | --------- | ------------- | --------- |
| 1    | Francesco Friedrich | Germania               | 16            | 5         | 5             | 6         |
| 2    | Pierre Lueders      | Canada                 | 11            | 6         | 1             | 4         |
| 3    | André Lange         | Germania               | 9             | 1         | 4             | 4         |
| 4    | Aleksandr Zubkov    | Russia                 | 7             | 1         | 5             | 1         |
| 5    | Martin Annen        | Svizzera               | 6             | 3         | 1             | 2         |
| 5    | Steven Holcomb      | Stati Uniti            | 6             | 2         | 1             | 3         |
| 5    | Wolfgang Hoppe      | Germania Est/ Germania | 6             | 2         | 3             | 1         |
| 5    | Christoph Langen    | Germania               | 6             | 3         | 1             | 2         |
| 9    | Oskars Melbārdis    | Lettonia               | 4             | 1         | 1             | 2         |
| 9    | Gustav Weder        | Svizzera               | 4             | 1         | 1             | 2         |
| 11   | Ingo Appelt         | Austria                | 3             | -         | 2             | 1         |
| 11   | Maximilian Arndt    | Germania               | 3             | -         | 2             | 1         |
| 11   | Anton Fischer       | Germania Ovest         | 3             | 2         | -             | 1         |
| 11   | Günther Huber       | Italia                 | 3             | 2         | -             | 1         |
| 11   | Marcel Rohner       | Svizzera               | 3             | -         | 2             | 1         |